# Armadale Motors
Armadale Motors Limited war ein britischer Hersteller von Automobilen.

## Unternehmensgeschichte
Das Unternehmen aus dem Londoner Stadtteil Northwood begann 1906 mit der Produktion von Automobilen. Die Markennamen lauteten Armadale und Toboggan. 1907 endete die Produktion.

## Fahrzeuge
Von 1906 bis 1907 entstanden Dreiräder, die unter beiden Markennamen angeboten wurden. Zur Wahl standen Einzylindermotoren von Aster und Zweizylindermotoren von den Fafnir-Werken.
Nur im Jahre 1906 stellte das Unternehmen auch ein gewöhnliches vierrädriges Auto her. Ein Vierzylindermotor mit 16 PS Leistung war vorne im Fahrzeug montiert und trieb über eine Kette die Hinterachse an.